# Вусач-коренеїд хрестоносець
Вуса́ч-коренеї́д хрестоно́сець (Dorcadion equestre (Laxmann, 1770) = Dorcadion cruciatum Fabricius) — вид жуків з .багатого на види роду вусач-коренеїд з родини жуків-вусачів. Належить до підроду Cribridorcadion. Поширений у степах Європи.

## Природоохоронний статус
Вид занесений до Червоної книги України.

## Хорологія
Хорологічно D. equestre є балканським видом, середземноморського зооґеографічного комплексу. Ареал охоплює Балкани, Болгарію, Румунію, Молдову, Україну, Словаччину, Чехію, Угорщину. В Україні заселяє лісостепову та степову зони України, Кримські гори. Звичайний вид в місцях, що не зазнають антропогенного впливу.

## Екологія
Жуки трапляються на ґрунті, не літають. Живляться молодими пагонами та листками різноманітних злаків. Літ триває з кінця квітня до кінця червня.

## Морфологія

### Імаго
Жук середніх розмірів — 13-20 мм. Тіло густо вкрите бурими волосками, на фоні яких виділяється великий білий хрестовидний малюнок. Вусики та ноги чорного кольору. Передньоспинка в рідких волосках, майже, гола.

### Личинка
Тіло личинки товсте. Голова сильно втягнена в передньоспинку, гіпостом короткий, пронотум безбарвний, м'який, несклеротизований. Мозолі черевця зі слабко розвиненою скульптурою. Анальний отвір поперечний.

## Життєвий цикл
Генерація — 2 роки. Дорослі жуки зустрічаються з середини квітня до кінця травня (з середини червня — зрідка). Личинки розвиваються в ґрунті, при розорюванні переходять до живлення коренями культурних злаків. Заселяє нерозорані осередки: цілинний степ, байраки, гірські схили, узбіччя доріг (іноді біотопи з негустими чагарниками). Тяжіє до добре розігрітих сонцем ділянок з розрідженим травостоєм. Личинки живляться листям озимих та інших злакових.

## Підвиди
Виділяють 8 підвидів:
- Dorcadion equestre bernhauerorum Peks, 2010
- Dorcadion equestre bisuturale Jureček, 1933
- Dorcadion equestre equestre (Laxmann, 1770)
- Dorcadion equestre festivum Pesarini & Sabbadini, 2013
- Dorcadion equestre nogelii Fairmaire, 1866
- Dorcadion equestre ochridense Heyrovsky, 1935
- Dorcadion equestre reclinatum Kraatz, 1892
- Dorcadion equestre transsilvanicum Ganglbauer, 1884

## Галерея

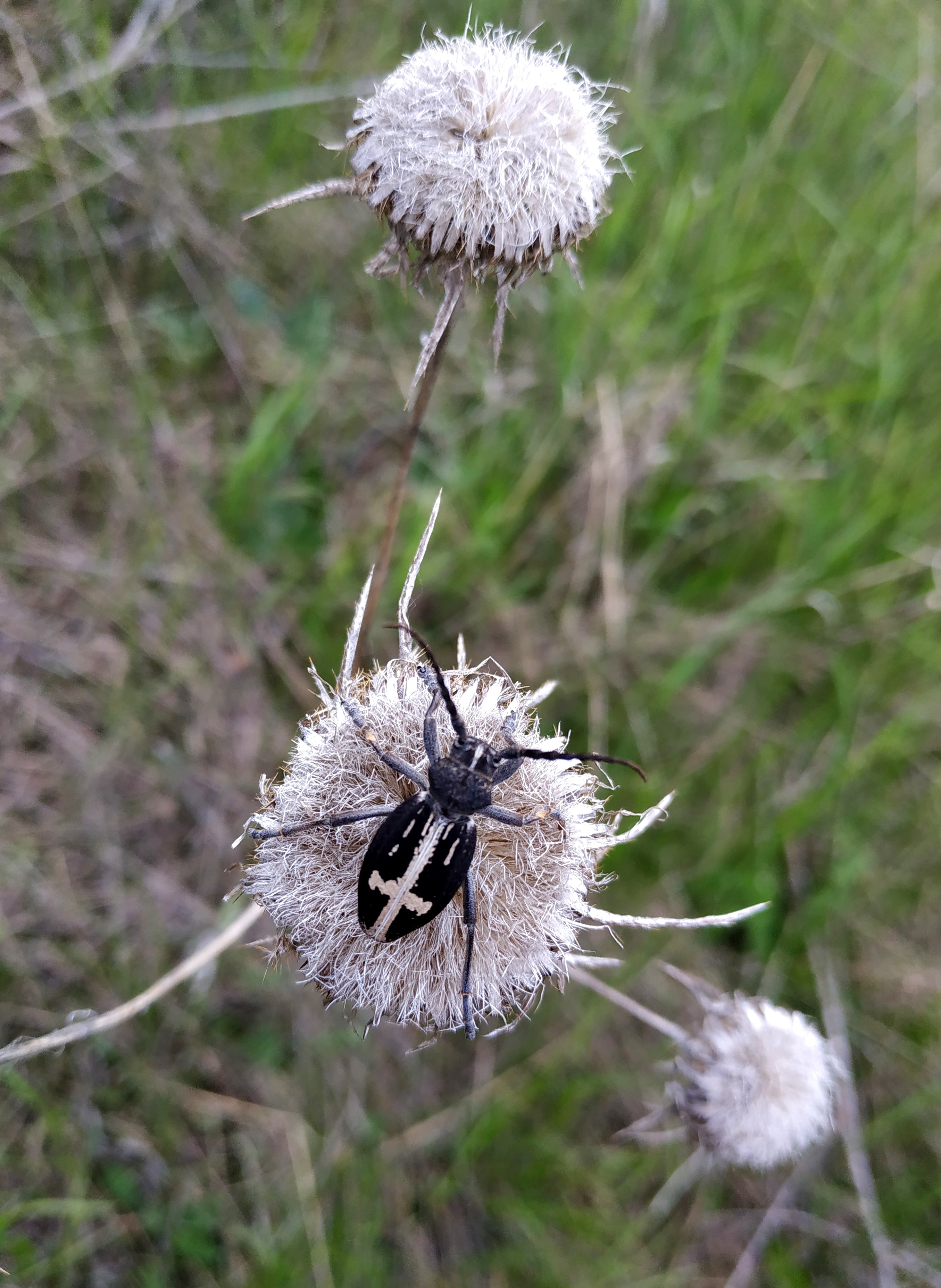
Вусач земляний-хрестоносець, або коренеїд-хрестоносець (Dorcadion crux) у своєму природному середовищі. Зміїв, Харківська обл., 2022 р.
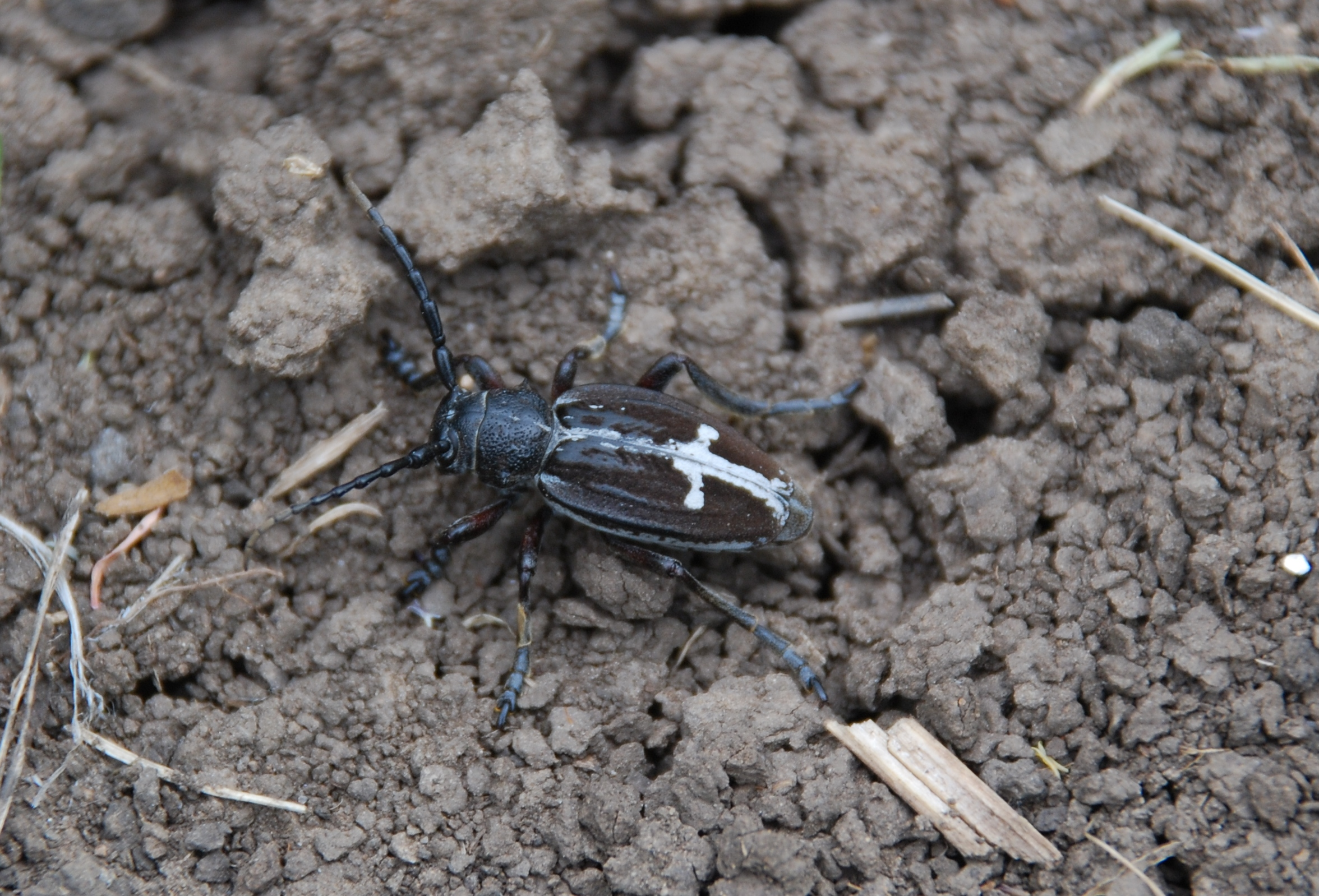
Вусач земляний. Філія ЛПЗ НАНУ "Стрільцівський степ".